# Mekk Elek, az ezermester
A Mekk Elek, az ezermester 1974-től 1975-ig futott magyar televíziós bábfilmsorozat, amelyet a Pannónia Filmstúdió készített 1973-ban. A játékfilmsorozat rendezője Imre István, producerei: Gyöpös Sándor és Komlós Jánosné. A forgatókönyvet Romhányi József írta, a figurákat és a díszleteket Koós Iván tervezte, a zenéjét Ránki György szerezte. Magyarországon a Magyar Televízió, az MTV1, az MTV2, a Duna TV és a Duna World tűzte műsorára.

## Ismertető
A történet főszereplője egy kecske, Mekk Elek (másnéven Mekk Mester). Mekk Elek ezermesternek adja ki magát, valójában pedig nem ért szinte semmihez sem. Számos mesterséggel megpróbálkozik, sokféle munkát, megbízást elvállal, de sokáig mindegyikre alkalmatlannak bizonyul. A bábfilmsorozat minden egyes epizódjában egy új szakma kerül sorra, amelyhez  cégért készít, és házára kitűzve hirdeti mesterségét. Mekk Elek látszólag rendelkezik valamilyen ismerettel a szakmát illetően, de a javítást mindig hiányosan vagy károsodás árán végzi el. Egy medvecsaládnál a legnagyobb télben a cseréptetőt bontja le, hogy cserépkályhát készítsen, amelyet ügyesen összerak, ám tető nélkül a hideg bejön az otthonukba, a kályha nem tud elég meleget adni. A gabonagyűjtő hörcsögnek szélmalmot tákol, de elfelejti rögzíteni az amúgy jól megépült malmot, amelynek lapátjai az erős szélben helikopter módjára repítik az égbe az épületet. Bár nyilvánvaló, hogy a kivitelezése elfogadhatatlan, a kontárkodásáért is fizetséget vár, és ezt még tetézi azzal, hogy az elégedettlenkedőket sértő okoskodással próbálja meggyőzni. Ez felbőszíti a megrendelő állatokat, és leverik a cégérét. Tizenkét kudarcos mesterség után az utolsó részben végül a „szabóság” cégére a házon marad, mert Mekk Elek bizonyítja rátermettségét erre a foglalkozásra.

## Szereplők
Főszereplők
- Mekk Elek – Balázs Péter
- Flórián papagáj – Szuhay Balázs

Mellékszereplők (ABC-sorrendben)
- Báró Anna – Medvené

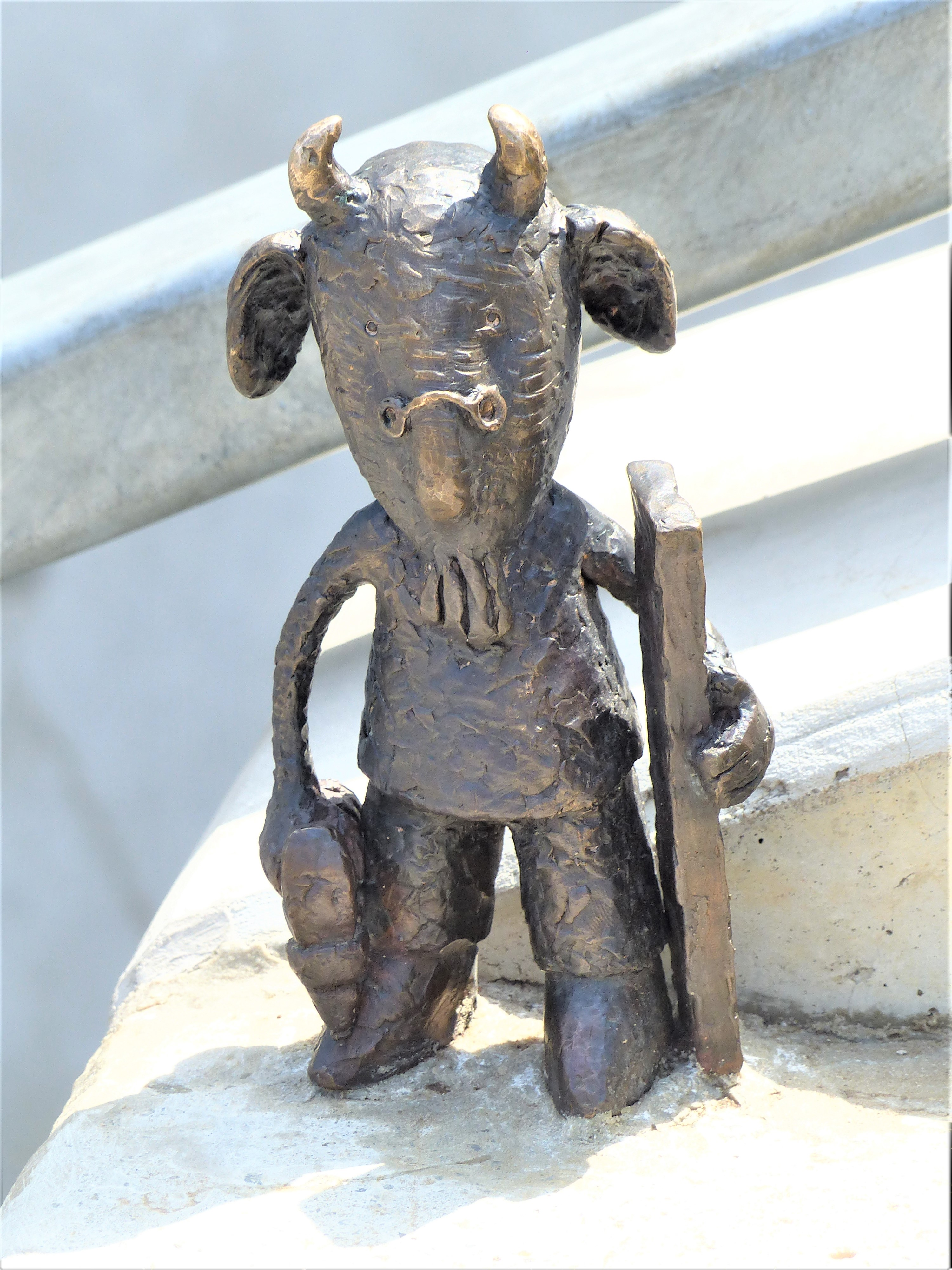
Mekk Elek szobra a Széll Kálmán téren, alkotója: Kolodko Mihály

- Bodrogi Gyula – Fehér macska; Cirmos macska
- Czigány Judit – Anya tyúk
- Erdődy Kálmán – Teknős
- Faragó Sári – Kakukk a kakukkos órában; Egér I.
- Farkas Antal – Medve Barnabás; Bulldog apuka
- Felföldi Anikó – Mackó fiútestvér
- Fónay Márta – Komondorné
- Gera Zoltán – Nyúl IV.
- Gombos Katalin – Egér II.
- Győri Ilona – Mosómedve
- Hacser Józsa – Kacsa
- Harkányi Endre – Nyúl I.
- Havas Gertrúd  – Mari; Bori; Piri; Kari
- Horkai János – Hörcsög Ödön
- Horváth Gyula – Apakos
- Juhász Tóth Frigyes – Nyúl III.
- Kibédi Ervin – Szamár
- Kóti Kati – Malacok
- Körmendi János – Nyúl II.
- Margitai Ági – Liba
- Pártos Erzsi – Hörcsögné
- Petrik József – Tarka macska
- Psota Irén – Koca mama
- Rátonyi Róbert – Fekete macska
- Schubert Éva – Nyihaha Manci
- Somogyvári Rudolf – Disznó papa
- Szabó Ottó – Véreb vőlegény
- Szatmári István – Holló Károly
- Szöllősy Irén – Szamárné; Méh
- Telessy Györgyi – Mackó lánytestvér
- Váradi Hédi – Anyajuh
- Vay Ilus – Tehén Helén
- Velenczey István – Komondor Andor
- Verebély Iván – Vizsla szakács
- Zenthe Ferenc – Kakas Konrád

## Alkotók
- Rendezte: Imre István
- Írta: Romhányi József
- Dramaturg: Bálint Ágnes
- Zenéjét szerezte: Ránki György
- Operatőr: Kiss Lajos
- Hangmérnök: Bársony Péter
- Hangasszisztens: Zsebényi Béla
- Vágó: Czipauer János
- Figura- és díszlettervező: Koós Iván
- Bábkészítő: Szabó László[1]
- Munkatársak: Benedek László, Lambing Antal, Mazács Miklós, Móritz Róbert, Pölöskei Gyula, Pintér Pálné, Sánta Béla, Szabó László
- Felvételvezető: Dreilinger Zsuzsa
- Gyártásvezető: Magyar Gergely Levente
- Produkciós vezető: Gyöpös Sándor, Komlós Jánosné

A Magyar Televízió megbízásából a Pannónia Filmstúdió készítette.

## Epizódok
| # | Cím                   | Rendező     | Író             | Premier            |
| --- | --------------------- | ----------- | --------------- | ------------------ |
| 1. | A csodálatos asztalos | Imre István | Romhányi József | 1974. november 30. |
| Az anyajuh Mekk mesterhez, mint asztaloshoz fordul segítségért, mert gyermekeinek székei alacsonyak és nem érik fel az asztalt. Az ezermester levágja az asztal egyik lábát, ami emiatt megbillen és a rajta lévő étel kiborul. A felháborodott családfő bottal kergeti ki házából a kétbalkezes ezermestert, egészen a házáig zavarja. Mekk Elek gyorsan bezárkózik, Apakos nem tud mást tenni: tehetetlen dühében leveri az asztalos cégért. Mekk Elek megállapítja, van még 12 mestersége, csak megél majd azokból valahogy. - Én Mekk Elek, remekelek – Előadja: Balázs Péter |                       |             |                 |                    |
| 2. | Épületes eset         | Imre István | Romhányi József | 1974. december 7.  |
| Koca anya Mekk mesterhez, mint kőműveshez fordul segítségért, mert új ólat szeretne süldővé serdülő gyermekeinek. Mekk Mester belefog a munkába, de a tetővel kezdi azt, hiszen eső várható. A család tagjai tartják a csálén összetákolt tetőt, miközben Mekk Elek gyorsan alárakja a falat – ám a mester elfelejt ajtót és ablakot csinálni. Az eleresztett tető rázárul a falra és csapdába zárja Mekk Eleket. Kétségbeesésében ledöntve az építményt kitör és hazáig szalad. Kakas Konrád örül csak a történteknek, hiszen végre van egy romhalmaz kupac ahova felállhat kukorékolni. Sajnos ez Mekk Mester újabb szakmai kudarcának csúfos helyszíne is egyben. - Mekk-mekk-mekk (2. variáció) – Előadja: Balázs Péter |                       |             |                 |                    |
| 3. | Nyúlcipő              | Imre István | Romhányi József | 1974. december 14. |
| Mekk Mester a nyulak segítségére siet: egy csősz ellen védő szert és vadászmentesítőt ígér nekik, amitől bátrabbak lehetnek. A mester nyúlcipők készítésébe fog, de az ormótlan bocskorokban a nyulak lépni alig bírnak és közben jön a vadász. A földön hemperegve jönnek rá, hogy túl nagyot kívántak és átverte őket a nagyszájú kontár. Megdobálják hát a levetett cipőkkel a mestert és ezzel véget ér a cipész mestersége is. - Fürgén, gyáván, legek vagyunk – Előadja: Gera Zoltán, Juhász Tóth Frigyes, Harkányi Endre, Körmendi János - Csirisz, szegecs ár – Előadja: Balázs Péter |                       |             |                 |                    |
| 4. | Kinek lesz melege?    | Imre István | Romhányi József | 1974. december 21. |
| A medve család otthonában fázik a zord tél során és nem tudnak téli álmot aludni. A vacogó családfő, Medve Barnabás jó meleget adó kemencét szeretne és ezért Mekk Elekhez fordul. A házhoz érve kijelenti, ide nem kemence, hanem cserépkályha kell. Elküldi a családot az erdőbe rőzsét szedni, majd munkába kezd: a tetőcserepeket leszedi a kályhaépítéshez és ezt azzal is indokolja, hogy így be tud sütni a nap. Mire a család hazaér, elkészíti a meleget adó kályhát, amit aztán be is fűtenek, de közben havazni kezd és a leszedett tetőcserepek miatt a lakásban is esik. A család a bérét kérő mestert egy husánggal a házáig kergeti, majd miután az bezárkózik, leveri a kályhakészítő cégérét is. - De szép derék cserép hárha-ha-ha – Előadja: Balázs Péter |                       |             |                 |                    |
| 5. | A szamárkenyérfa      | Imre István | Romhányi József | 1974. december 28. |
| A szamárcsalád szamárkenyérfájának leveleit hernyók rágják meg. Szamárpapa az egyetemes mesterhez fordul segítségért, aki bőséges káposzta-fizetség mellett elvállalja, hogy megpermetezi a fát. A káposztát befalva, tele gyomorral álmos lesz, ezért aludni tér másnap reggelig. Másnap és harmadnap is ugyanezt teszi, de Szamárpapa türelme fogytán, ezért nem tehet mást, belefog a munkába. Azt tervezi, kivágja a fát, hiszen így közelebb lesz majd a lombja. Amikor ezt elmondja nekik, megbízói éktelen haragra gerjednek és rájönnek, hogy átverte őket Mekk mester. A fejszével Szamárpapa hazakergeti és leveri kertész cégérét is. |                       |             |                 |                    |
| 6. | Kutyalakzi            | Imre István | Romhányi József | 1975. január 4.    |
| Bulldog apuka felfogadja Mekk mestert, hogy készítsen nekik a közelgő "kutyalakzira" húslevest. A főzésben segítő Vizsla szakácsot mindjárt kioktatja, hogyan kell erős levest készíteni és elküldi, szedjen csalánt. Egy odaégetett próbálkozás után bográcsban szabadtűzön próbálja megfőzni a gulyásra módosított levest. Mekk mester gyorsan fából készít állványt és egy kutyalánccal teszi fel a bográcsot. Megérkezik Bulldog apuka és Véreb vőlegény, akik rájönnek, bár jó az illata a gulyásnak, de kontár a mesterszakács. A fa bográcsállvány lába meggyullad és emiatt az eldől, a földre borítva a készülő levest. A harapós após kérdőre vonja az álszakácsot és kiebrudalva a házáig kergetik. Hazaérve sietve becsapja maga mögött az ajtót, melybe beleremeg az egész ház és leesik a szakácsmesterséget jelölő cégére. - Vígan száll a dal |                       |             |                 |                    |
| 7. | Biztonsági berendezés | Imre István | Romhányi József | 1975. január 11.   |
| A tyúkudvarban lévő hulladékdomb tetejéről Kakas Konrád kémleli a távolt, Tyúkanyó csibéit féltve, aggódik: jön-e róka? Mekk Elek vállalja, hogy lakatos mesterségbeli tevékenységével segít nekik. A helyszínen azt javasolja, tegyenek kívülre lakatot és így védve lesznek. El is készíti a munkát, felszereli a pántokat és kívülről zárhatóvá teszi az ólajtót. A tyúkok nem értik, így hogyan tudnak mindannyian bent lenni, hiszen valakinek reggel nyitni kell az ajtót. A mester felajánlja, hogy majd ő fog nyitni és egész éjszaka egy bottal felfegyverkezve őrzi az ólat, de nagyon elfárad eközben. Végső elkeseredésében megfogadja magában, ha végre hazaér, maga veri le a lakatos cégérét. |                       |             |                 |                    |
| 8. | A kútásó              | Imre István | Romhányi József | 1975. január 18.   |
| Maci mosónő nagyon várja a vízhordással megbízott teknőst, de az saját elmondása szerint sietségében kilötyögtette a hátán cipelt edényből a mosáshoz szükséges vizet. A teknős javaslatára felfogadja Mekk mestert, aki a helyszínre érve elsőnek egy bottal vízeret keres, melyet pont a fügefa alatt talál meg. Ki akarja vágni, de azt a mosómedve nem engedi meg, ezért mellette kezd kútásásba. Jó mélyen se talál vizet és már olyan mélyen van, hogy nem tud kijönni se a gödörből. Egyre feljebb ásva eléri a felszínt, ahol a beszakadó földdel egy nagy vödör víz a nyakába zúdul. Ezzel a kútásó mesterségének is hamar vége szakad. |                       |             |                 |                    |
| 9. | Macskazene            | Imre István | Romhányi József | 1975. január 25.   |
| Komondor Andor borzalmas nyivákolást hall a szomszédságában élő macskáktól. A három cica Mekk Elekhez fordul, hiszen ő utolérhetetlen hangszerkészítőként is ismert. A mester a hegedűt javasolja, elmegy a macskák házához és rájuk sózza az általa készített hegedűket. Mikor belekezdenek a nótázásba, komondor és komondorné is haragra gerjed és úgy érzik, kigúnyolják őket a macskák, ezért azokat hazakergetik. Mekk Elek is kúszva menekül, hogy ne vegyék észre, de a macskák – a hegedűket íjként, a vonókat nyílvesszőként használva – vonózáport zúdítanak a pórul járt hangszerkészítőre. - Szereti a komondor, ha a cica dorombol |                       |             |                 |                    |
| 10. | Paci Manci frizurája  | Imre István | Romhányi József | 1975. február 1.   |
| Flórián papagáj röpcédulákat osztogat ezzel a szöveggel: „Jó tanácsom ingyen adom, keresse fel fodrászatom, egy káposzta csak az ára, göndör lesz a frizurája.” Nyihaha Manci a hír hallatán a farkát szeretné göndöríttetni. A mester rá próbálja beszélni, hogy a fején viseljen lófarkat és levágja, majd enyvvel odaragasztja azt a sörényéhez. A kétkedő lovat arra kéri, sétáljon egyet és látni fogja, mindenkinek tetszeni fog az új frizurája. Nem így történik és amikor a frizurája miatt vakon csetlik-botlik, egy kerítésen átesik. Az arra járó Szamárpapa meg is jegyzi, épp most nyílt ki a szeme és rájöhetne végre, hogy a hitvány, zsivány Mekk mester vele is a bolondját járatta. Manci a szamár vasvillájával a mester házához rohan, aki maga veszi le a cégért, megállapítva, hogy nem hozott szerencsét a lópatkó – ezzel véget ér a fodrász karrierje is. |                       |             |                 |                    |
| 11. | A szélmolnár          | Imre István | Romhányi József | 1975. február 8.   |
| Mekk mester azon gondolkodik, miben nem próbálta még ki magát: lisztes molnár még nem volt. Azt gondolja, hogy őröl egy szemet és egyet elcsen, így könnyedén boldogulni fog az életben. Flórián papagájnak megtanítja az új reklámvers szövegét: „Hozz rozsot a mezőről, Mekk majd mindent megőröl!” Bele is fog hát egy szélmalom építésébe a Kerekecske-dombocskán, mivel az a legszelesebb hely a környéken. Hörcsög Ödönékhez is eljut a reklámpapagáj szlogenje és Hörcsögné úgy dönt, egy zsák rozst megőröltetne a molnárnál. Hörcsögúr meglepődve látja, hogy a malom még csak most épül. A mester azonban arra kéri, öntse a garatba a rozst és gyorsan befejezi a széllapátot, majd indulhat az erősebb esti szelekkel az őrlés. Végül beindul a szélmalom és közben a szemenként leszámolt rozs is a garatba kerül. Ekkor azonban megint bajba kerül az ezermester, mert olyan gyorsan kezd forogni a széllapát, hogy az egész malmot felemeli és elrepül a zsák rozzsal együtt. Hörcsög Ödön rettentő haragra gerjed, míg a mester kétségbeesve fut a malma után, ami egy szélcsendesebb helyre érve a földre zuhan és összetörik. Így elszállnak Mekk Elek molnár mesterséghez fűzött álmai és a biztosnak gondolt kenyérkeresetének is vége lesz. |                       |             |                 |                    |
| 12. | Az éléskamarások      | Imre István | Romhányi József | 1975. február 15.  |
| Az egerek a megbízások elmaradásán sopánkodó ezermesterhez fordulnak. Kovács tudása miatt arra kérik, készítsen nekik egy cicafogót. Fizetségként egy nagy halom sót ígérnek cserébe. A mester Kandúr szomszédjától kér segítséget a méretvétel miatt. Megegyeznek, hogy olyan vasketrecet készít, aminek a másik végén van kijárata is, hogy a csapdába esett cicák ki tudjanak szabadulni. A hatásosabb bemutató miatt Mekk Elek megkéri a Kandúrt, menjen be a ketrecbe, hiszen őt ott látva az egerek biztos fizetni fognak. Az egerek nagyon örülnek a csapdába ejtett cicának és hazahúzzák megmutatni a többieknek a mesés szerkezetet, Kandúr azonban kiugrik a hátsó kijáraton. A remegő egerek azonnal rájönnek, hogy a mester a cicák cinkosa lett. A macska azonban nem éhes, ezért egérutat ad a megrettent és futva menekülő egereknek. Mekk Elek háza tetejére lopva felmásznak az átvert egerek és elrágják a kovácsmesterséget hirdető cégért tartó zsinórt, így az a mester fejére esik. - Cseng az üllő – Előadja: Balázs Péter - Cini-cin – Előadja: Faragó Sári, Gombos Katalin |                       |             |                 |                    |
| 13. | Helén divatot csinál  | Imre István | Romhányi József | 1975. február 22.  |
| Helén tehén kiszakítja ruháját, miközben rózsát szed. Mekk mester felajánlja neki segítségét és ezúttal szabóként végre rátalál valódi hivatására. - Mekk-mekk-mekk – Előadja: Balázs Péter, Faragó Sári, Gombos Katalin, Havas Gertrúd |                       |             |                 |                    |